# Morte de Fidel Castro

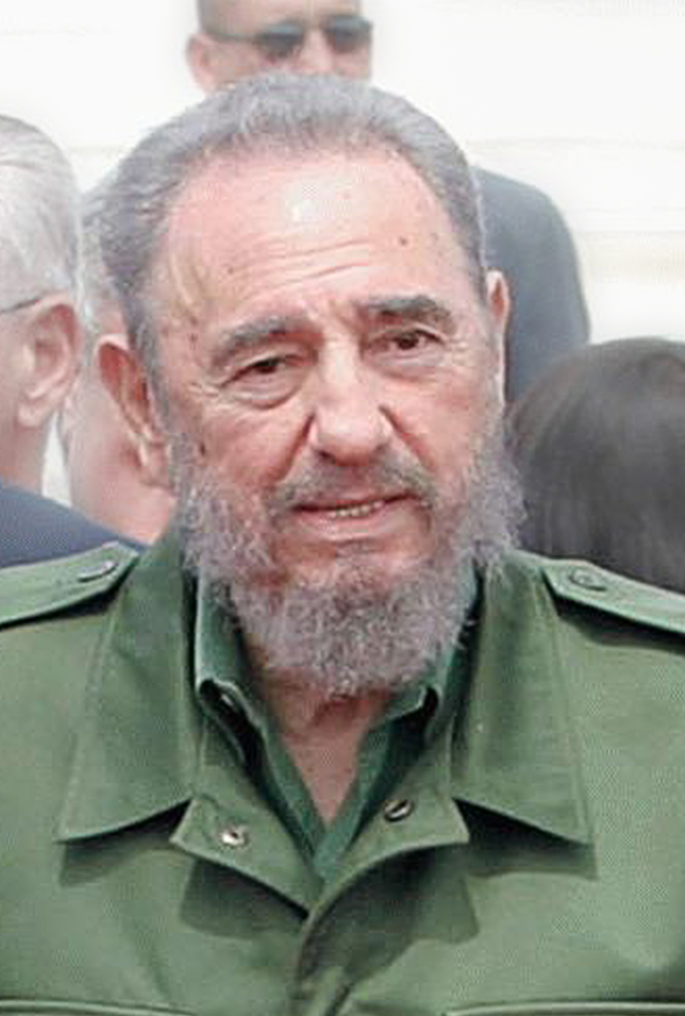
Fidel Castro em 2003

Fidel Alejandro Castro Ruz, o 15.º Presidente de Cuba, em 25 de novembro de 2016, morreu de causas naturais aos 90 anos em sua residência em Havana, Cuba. A morte de Fidel Castro foi anunciada publicamente por seu irmão que viria a ser o Presidente do país, Raúl Castro, através da rede de televisão estatal. A notícia da morte de Castro, que governara a ilha caribenha por mais de cinco décadas, foi recebida com pesar pela maioria dos governos estrangeiros, como Dinamarca, França, Alemanha, Reino Unido e Estados Unidos. No entanto, uma grande multidão de cubano-americanos residentes em Miami celebraram o ocorrido como uma nova página na política externa do país.
Segundo Raúl Castro, os restos mortais do líder cubano foram cremados "atendendo sua própria vontade expressa". O Conselho de Estado de Cuba decretou nove dias de luto nacional, desde seu falecimento até seu sepultamento em 4 de dezembro no Cemitério de Santa Efigênia, Santiago de Cuba. A cerimônia fúnebre contou com a presença de inúmeros dignitários e chefes de Estado estrangeiros. Em 28 de novembro, milhares de populares participaram de um evento público em homenagem a Fidel Castro na Praça da Revolução. Alguns líderes regionais, como o Presidente mexicano Enrique Peña Nieto e o Presidente venezuelano Nicolás Maduro, discursaram sobre o legado de Castro.

## Antecedentes
Em abril de 2016, Fidel Castro afirmou em reunião com o Partido Comunista de Cuba: "Eu farei 90 anos em breve. Então, serei como todos os outros. O tempo chegará para todos nós, mas os ideais dos comunistas cubanos permanecerão como prova neste planeta de que se são trabalhos com fervor e dignidade, podem produzir os bens materiais e culturais de que a humanidade precisa, e precisamos lutar sem parar para alcançá-los." Em fevereiro de 2016, seu irmão mais velho, Ramón Castro Ruz, havia falecido aos 91 anos de idade.
A morte de Castro era esperada na Flórida, onde a imprensa e oficiais do governo esperavam que o fato causaria celebrações caóticas e planos de mudança do regime político de Cuba. O governo da cidade de Miami até mesmo considerou abrir o Orange Bowl Stadium para celebrações pela multidão; algumas escolas funcionaram em meio-período; e forças policiais bloquearam alguns portos regionais para evitar que possíveis exilados cubanos aportassem na ilha [carece de fontes?].

## Funeral

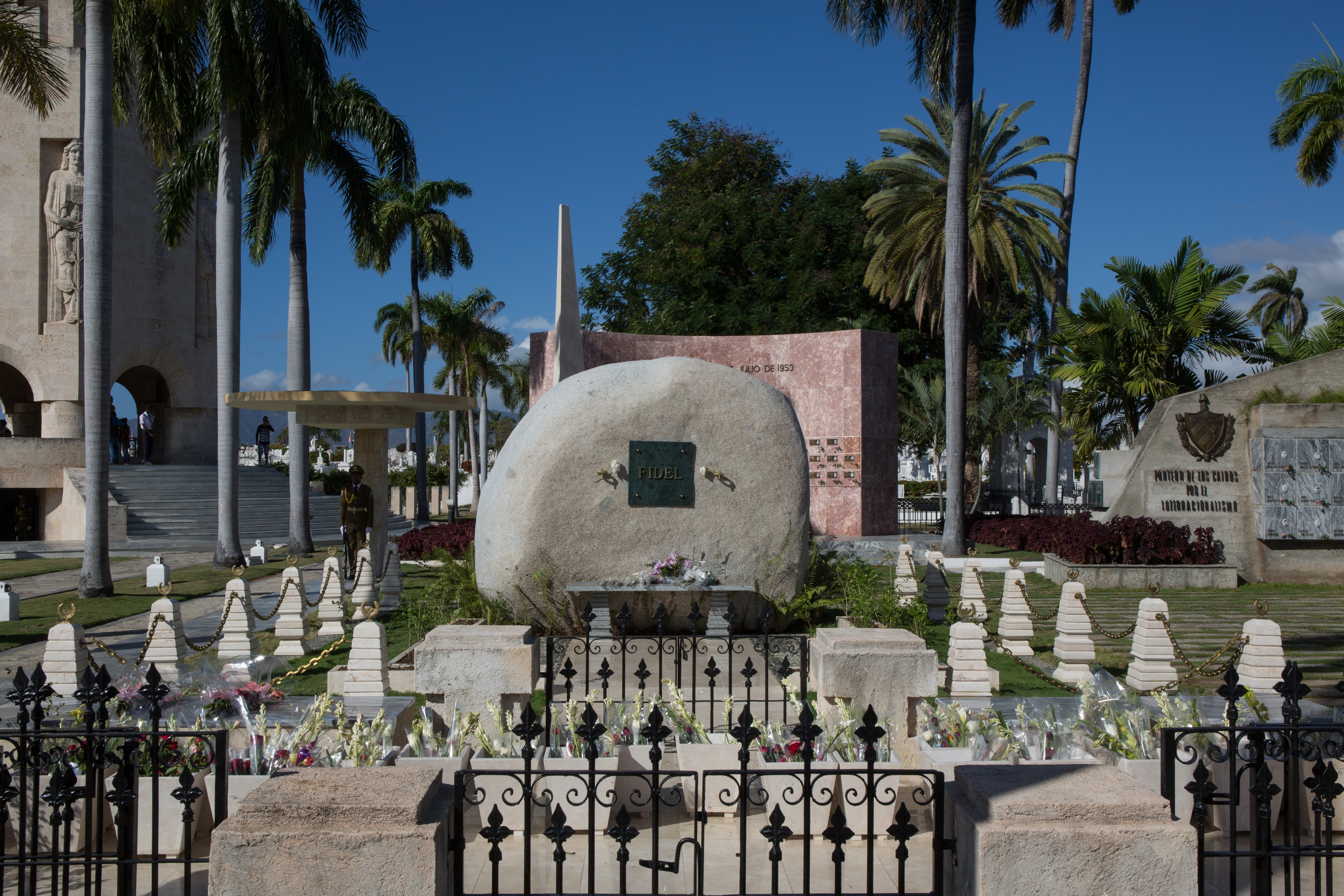
Sepultura, Santa Ifigenia

Após a morte de Fidel Castro, seu irmão Raúl Castro anunciou: "De acordo com o desejado pelo Companheiro Fidel, seu corpo será cremado nas próximas horas".
O ataúde contendo as cinzas de Castro foi disposto no Memorial José Martí, em Havana, nos dias 28 e 29 de novembro para homenagens públicas. Numa cerimônia que reuniu milhares de apoiadores de Castro e liderada por Raúl Castro, vários líderes estrangeiros discursaram em sua homenagem, nomeadamente Enrique Peña Nieto, Rafael Correa, Evo Morales, Nicolás Maduro, Jacob Zuma, entre outros. De 29 de novembro a 3 de dezembro, o ataúde foi transportado por 900 km até a cidade de Santiago de Cuba, refazendo o trajeto da "Caravana da Liberdade" de Janeiro de 1959, quando Castro tomou o poder. Em 3 de dezembro, uma multidão se reuniu na Praça Antonio Maceo para outras homenagens a Castro. Em 4 de dezembro, as cinzas de Fidel foram sepultadas no Cemitério de Santa Efigênia, onde também se encontram os restos mortais de José Martí.

### Dignitários estrangeiros
Diversos países enviaram representantes ou chefes de Estado às cerimônias fúnebres de Fidel Castro; Em sua grande maioria, os chefes de Estado presentes eram da América Latina e da África.
- África do Sul
Jacob Zuma
- Antígua e Barbuda
Gaston Browne
- Bahamas
Perry Christie
- Bolívia
Evo Morales
- Canadá
David Johnston
- Cabo Verde
Jorge Carlos Fonseca
- Congo
Denis Sassou Nguesso
- Dominica
Roosevelt Skerrit
- El Salvador
Salvador Sánchez Cerén
- Guiné Equatorial
Teodoro Obiang
- Grécia
Alexis Tsipras
- Honduras
Juan Orlando Hernández
- México
Enrique Peña Nieto
- Namíbia
Hage Geingob
- Nicarágua
Daniel Ortega
- Panamá
Juan Carlos Varela
- Santa Lúcia
Allen Chastanet
- São Vicente e Granadinas
Ralph Gonsalves
- Suriname
Dési Bouterse
- Venezuela
Nicolás Maduro
- Zimbabwe
Robert Mugabe

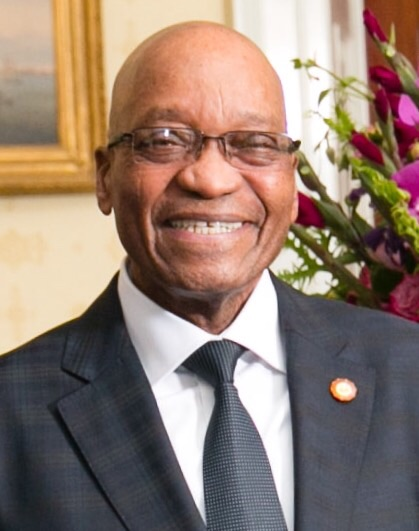
RSA Jacob Zuma
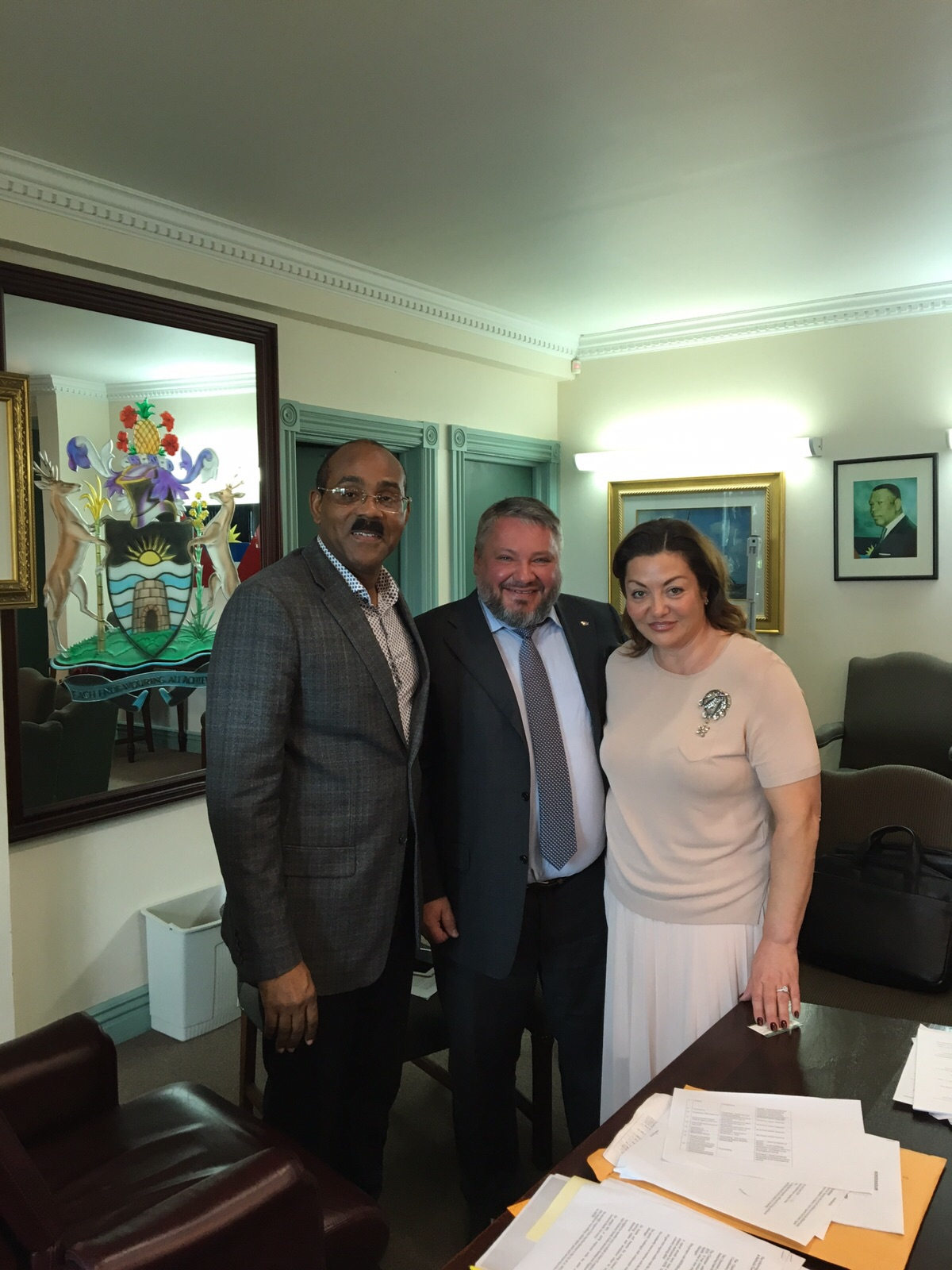
ATG Gaston Browne
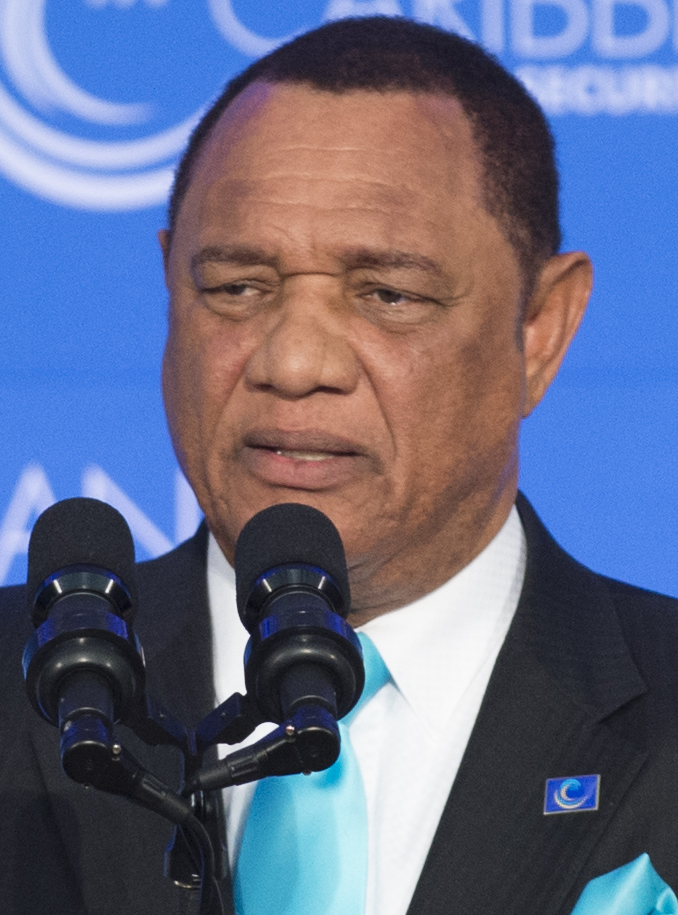
BAH Perry Christie
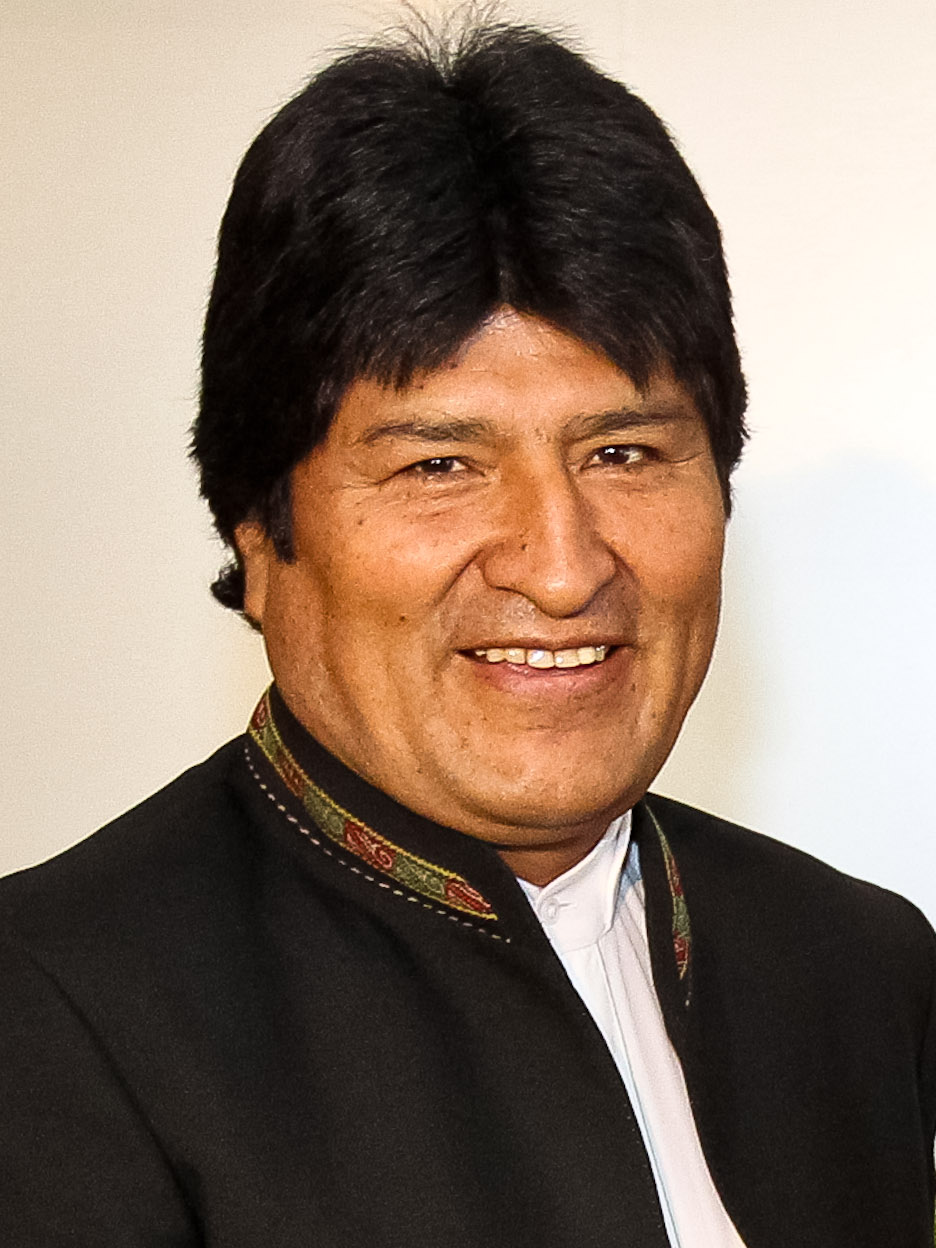
BOL Evo Morales
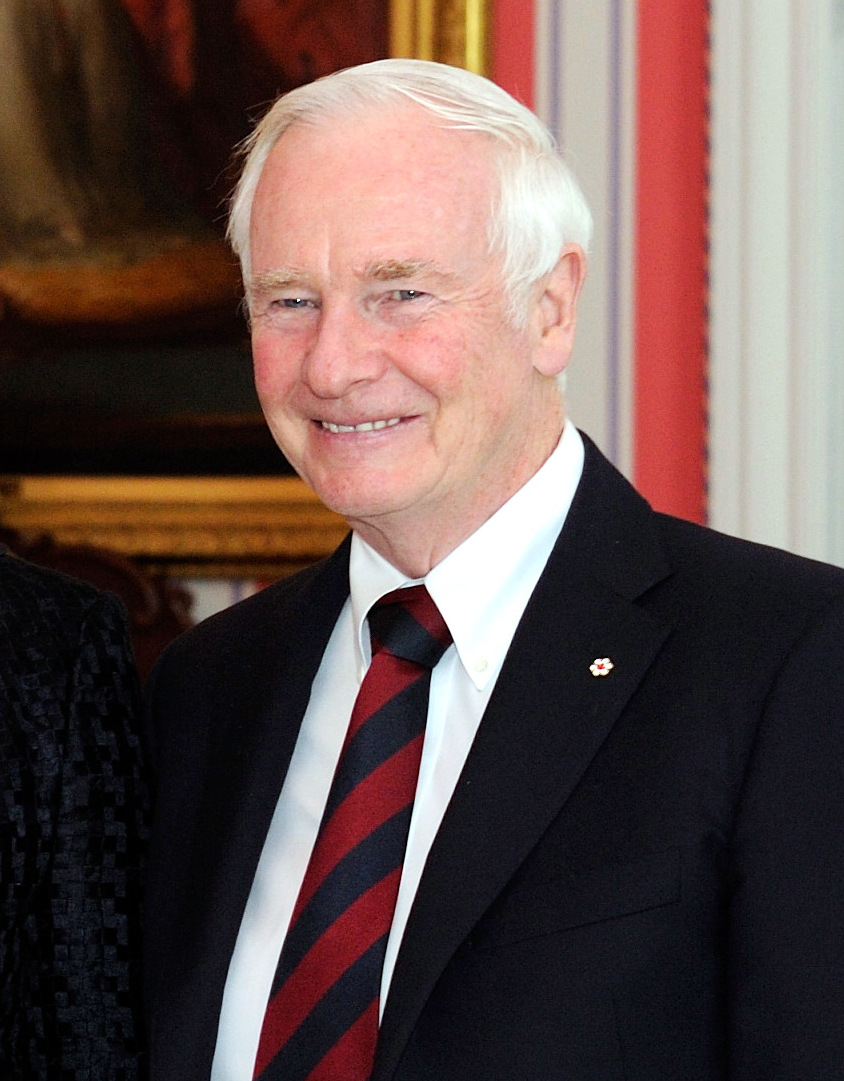
CAN David Johnston
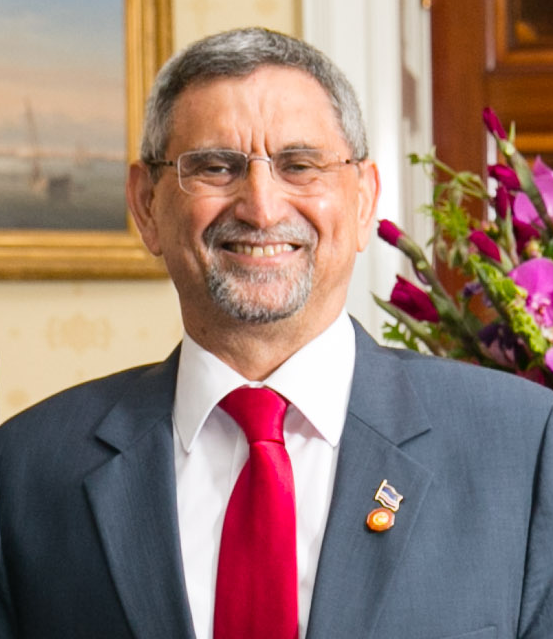
CPV Jorge Carlos Fonseca
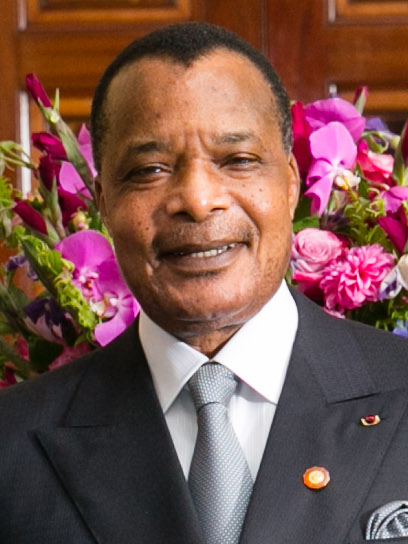
Congo Denis Sassou Nguesso
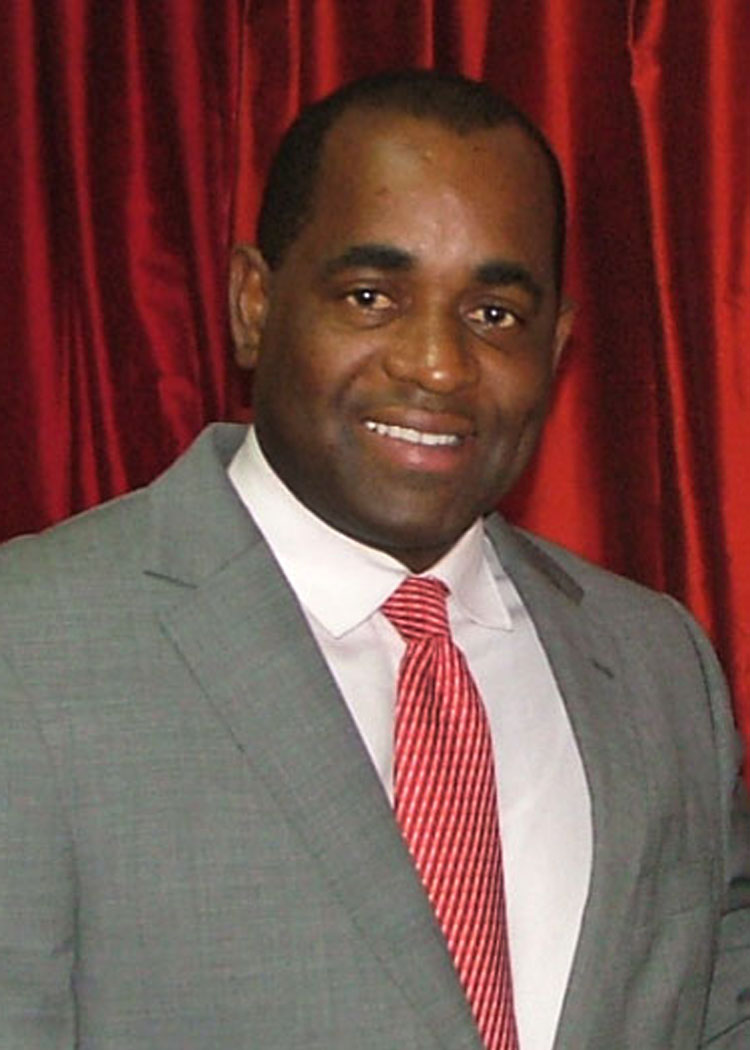
DMA Roosevelt Skerrit
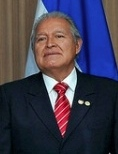
SLV Salvador Sánchez Cerén
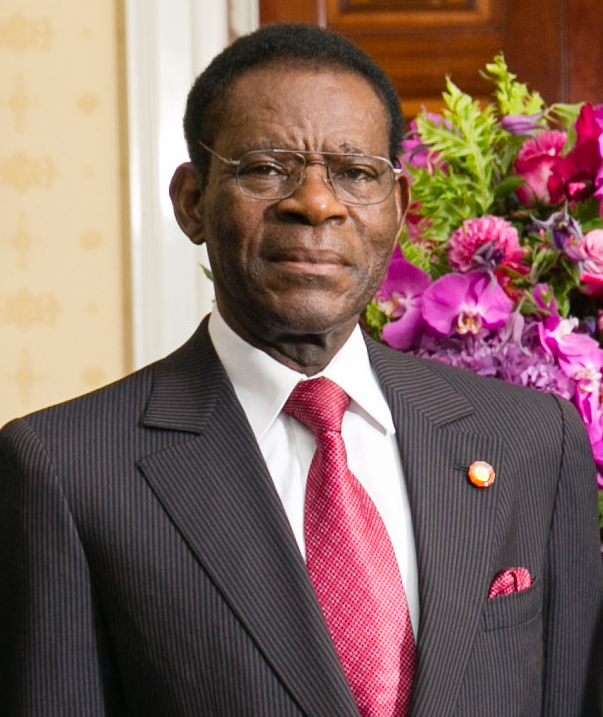
GNQ Teodoro Obiang
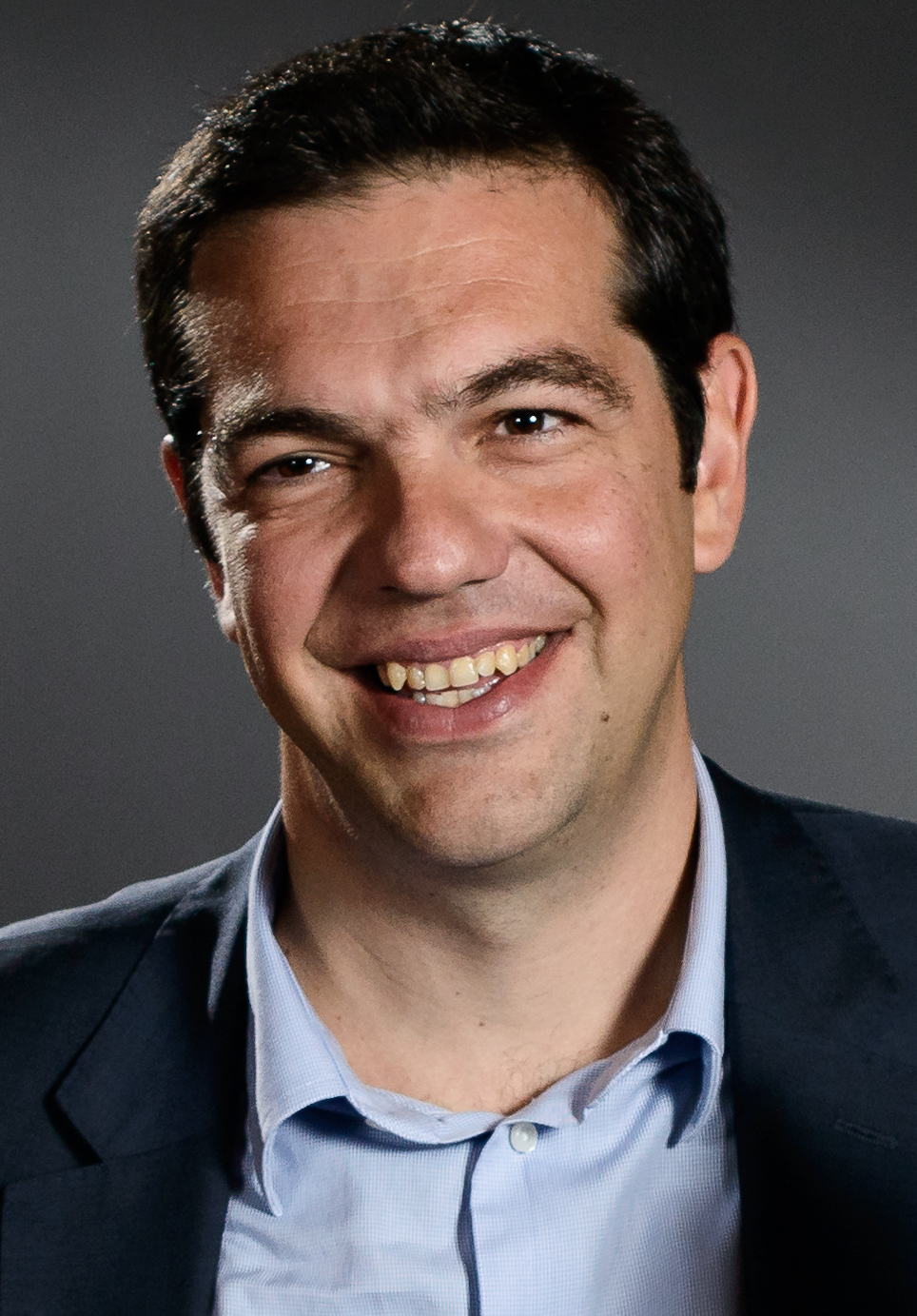
GRE Alexis Tsipras
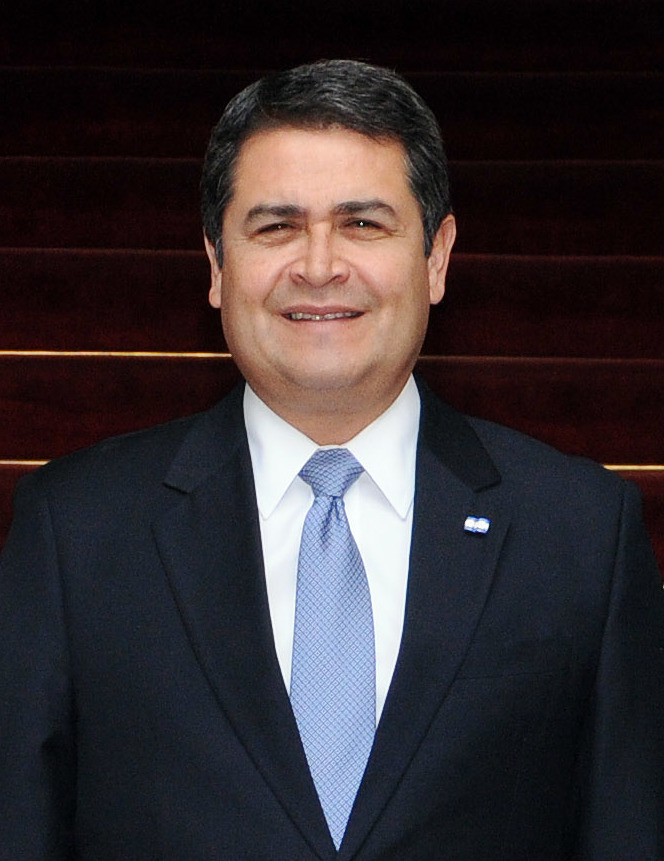
HON Juan Orlando Hernández
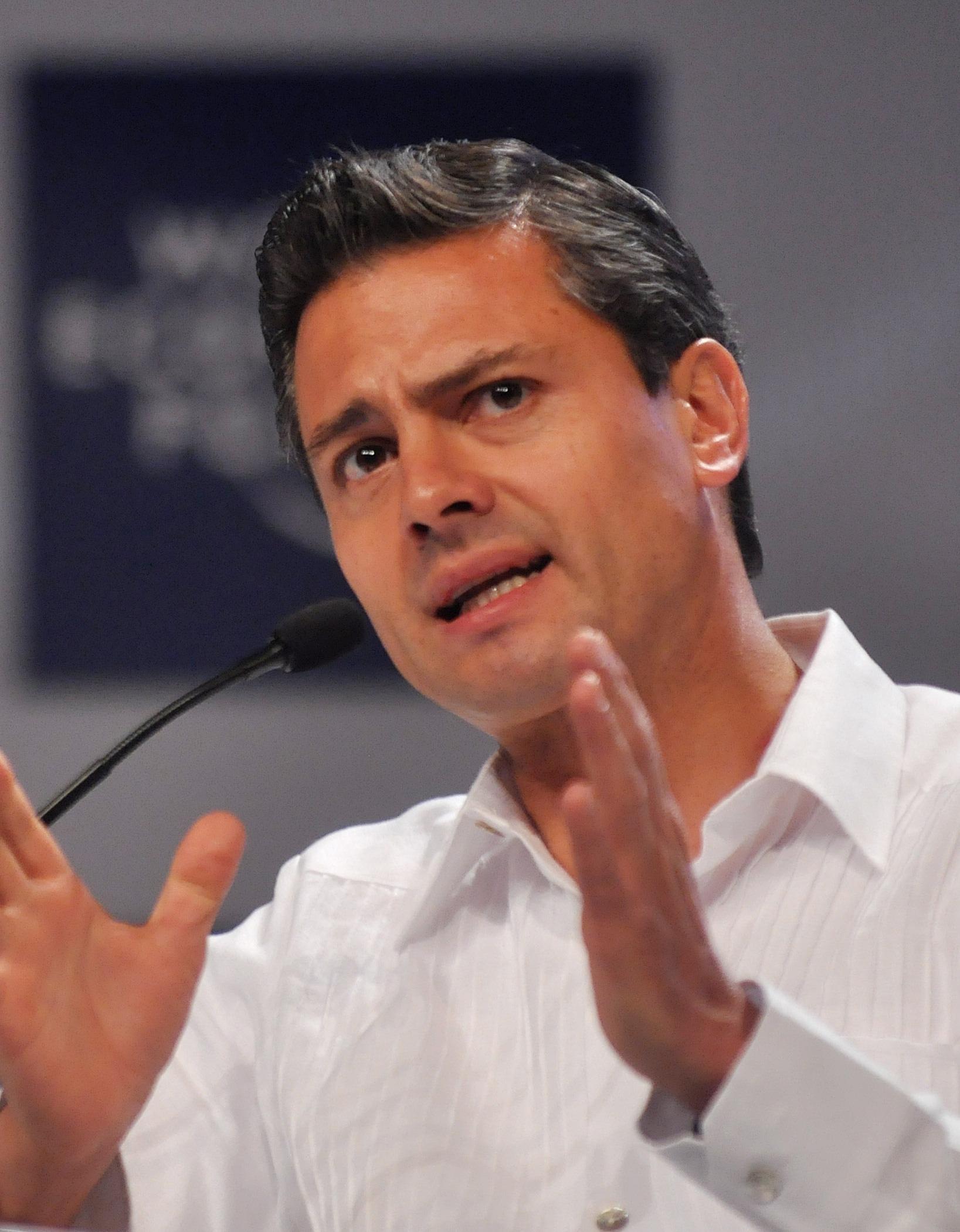
MEX Enrique Peña Nieto
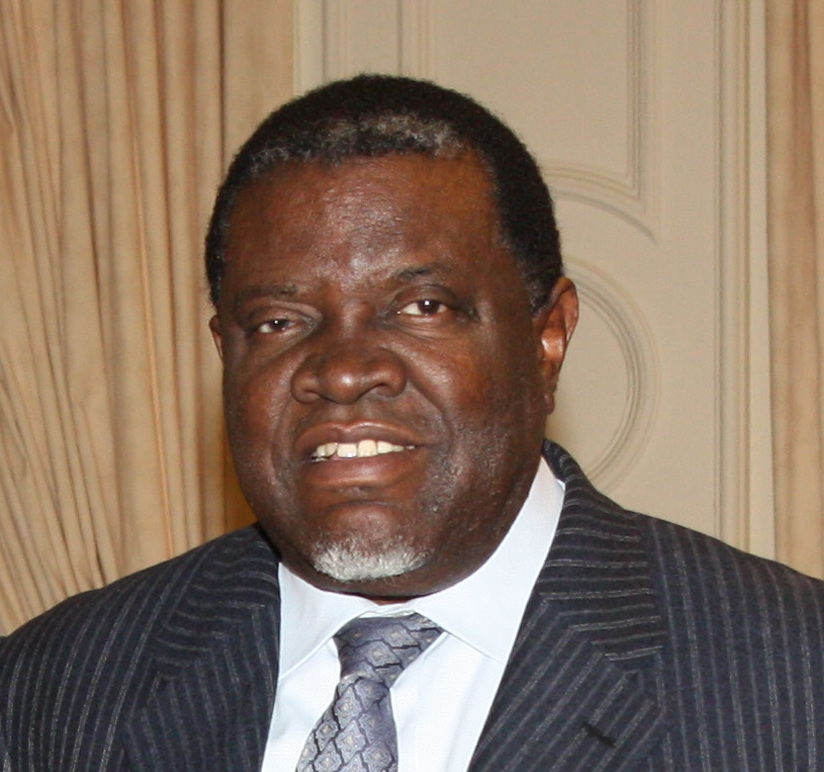
NAM Hage Geingob
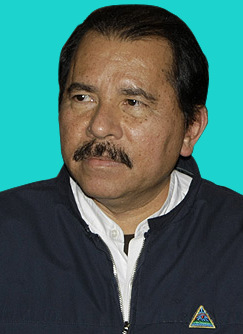
NIC Daniel Ortega
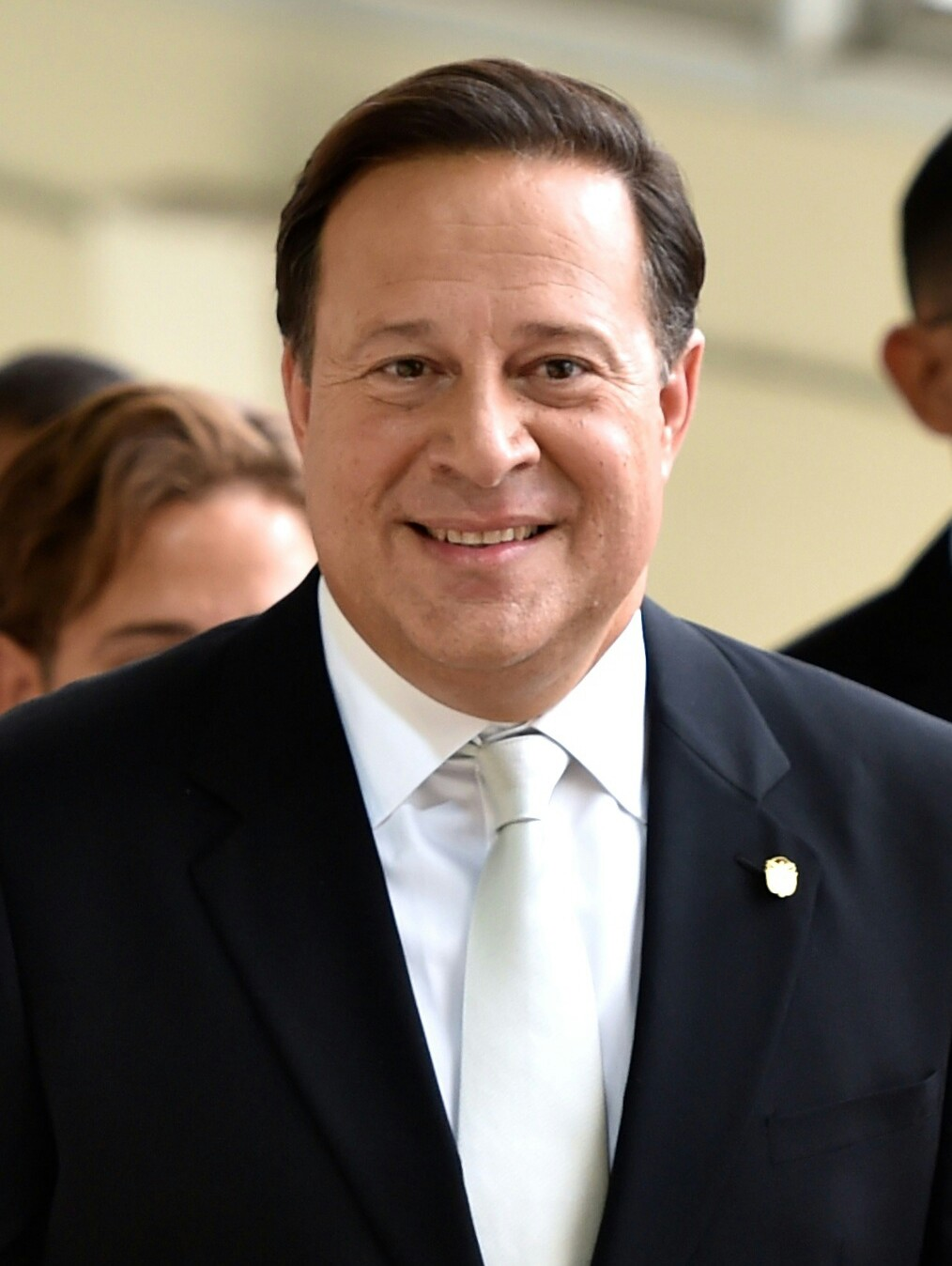
PAN Juan Carlos Varela
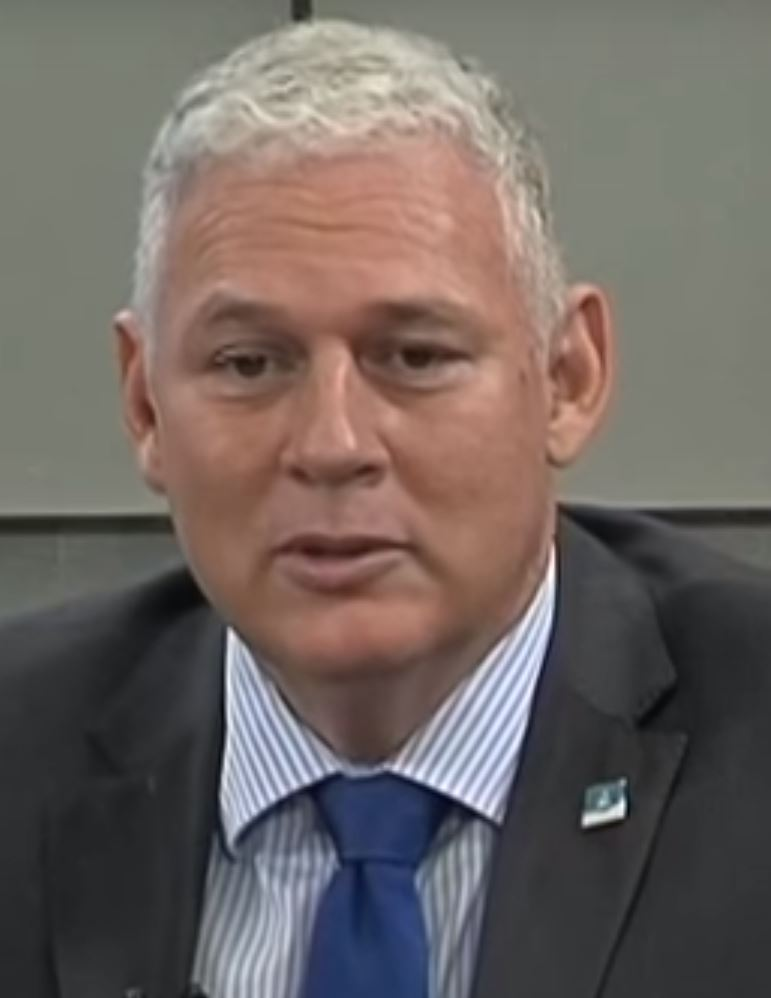
LCA Allen Chastanet
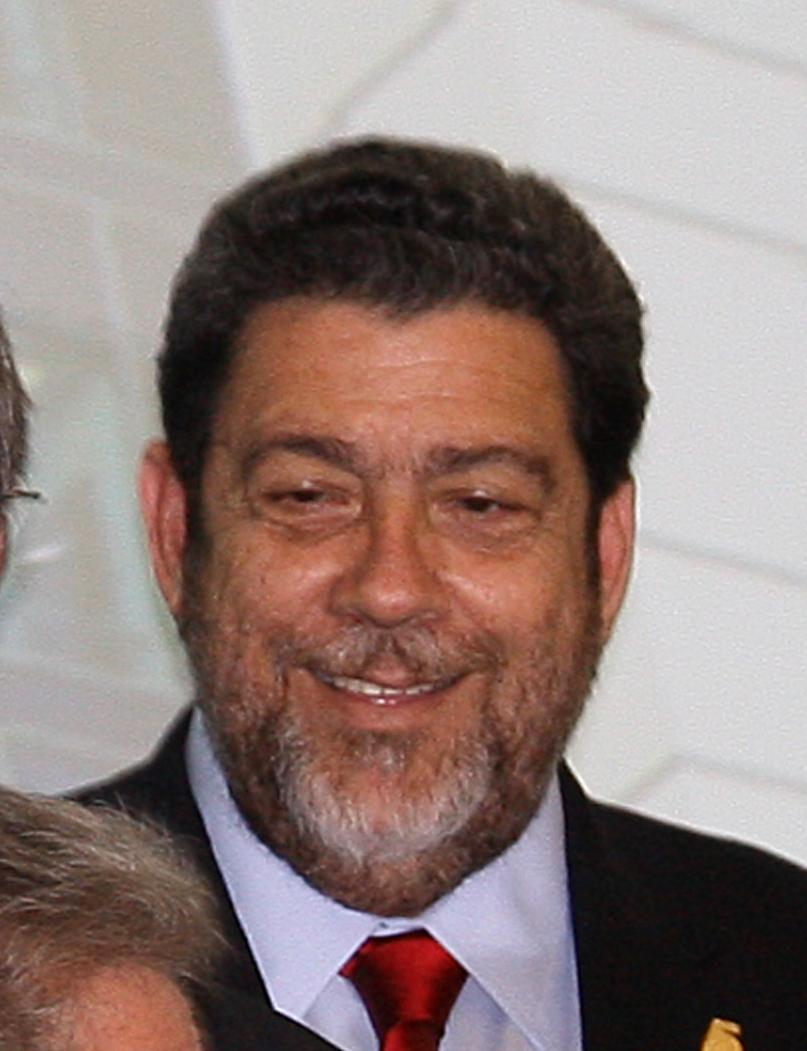
VCT Ralph Gonsalves
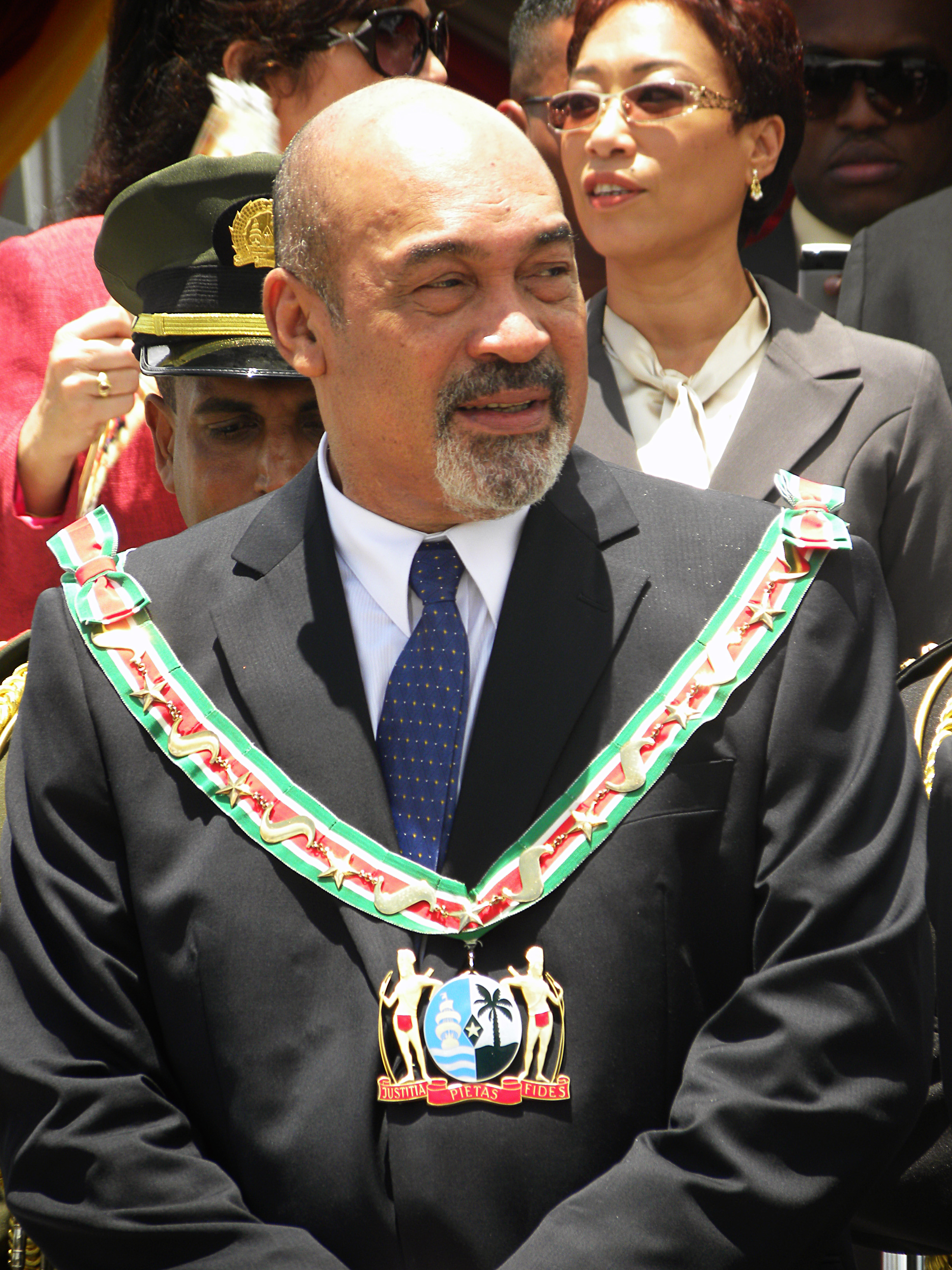
SUR Dési Bouterse
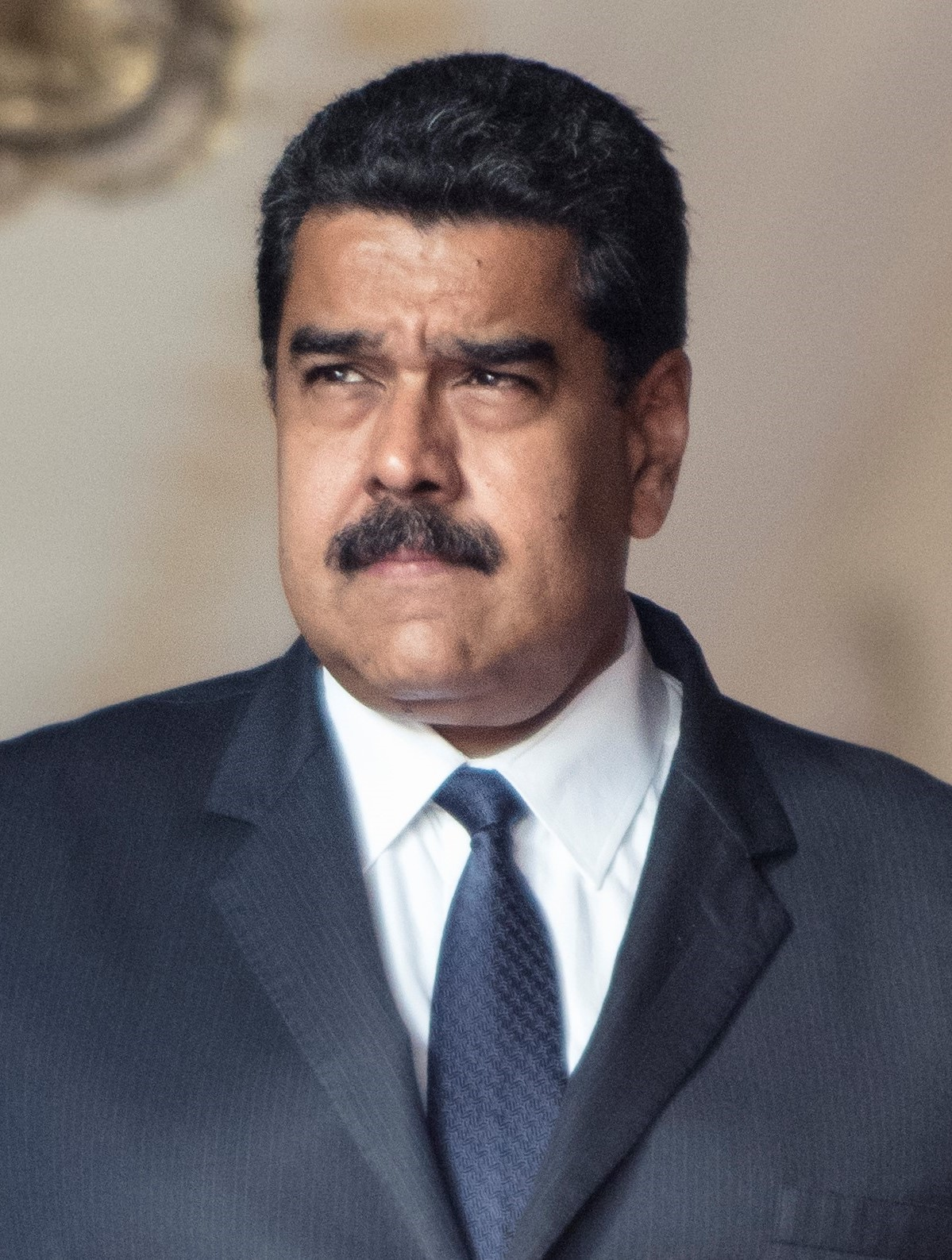
VEN Nicolás Maduro
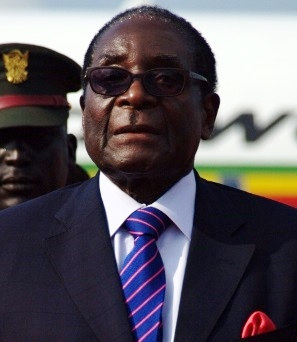
ZWE Robert Mugabe

Outros participantes do funeral, ainda que não do campo político, foram o ator e ativista social Danny Glover e o futebolista argentino Diego Maradona. O pregador e líder dos direitos civis estadunidense Jesse Jackson viajou a Cuba para as cerimônias, tendo realizado um discurso em Havana.